# Омфалот оранжево-червоний
Омфалот оранжево-червоний, Клітоцибе оранжево-червоний (Omphalotus olearius) — отруйний гриб з родини трихоломових — Tricholomataceae.

## Будова
Шапка 4-10-12 см у діаметрі, товстощільном'ясиста, опукло-, плоско- або увігнуторозпростерта, оранжево-червонувато, оранжево або оранжево-червонувато-коричнева, гола або дрібно-притиснуто-луската. Має горбик в центрі шапинки. Пластинки жовті або оранжевожовті, дуже низько спускаються на ніжку, у темряві фосфоресціюють. Спори 5-7 Х 4,5-5,6 мкм, майже кулясті. Ніжка 4-14 Х 0,7-3 см, донизу трохи потоншується, кольору шапки, щільна, пружна, при підсиханні коркувата. М'якуш жовтуватий, щільний, з дуже неприємним запахом.

## Життєвий цикл
Плодові тіла з'являються у вересні — жовтні.

## Поширення та середовище існування
В Україні зустрічається дуже рідко переважно в Криму. Росте на пеньках, гнилих стовбурах різних листяних дерев (дуб, граб) та чагарників; 

## Практичне використання
Отруйний гриб, який часто плутають з лисичкою. Спричиняє отруєння, що характеризуються важкими судомами, проносом та блювотою, однак не є смертельними.

## Галерея

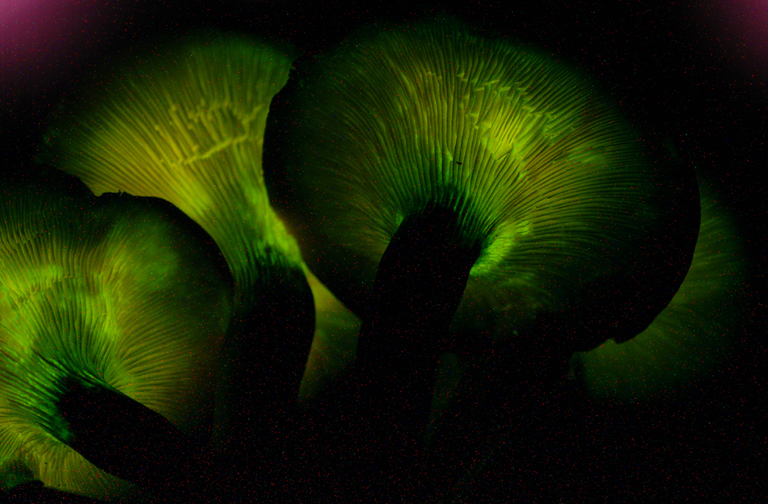
Світіння пластинок у темряві
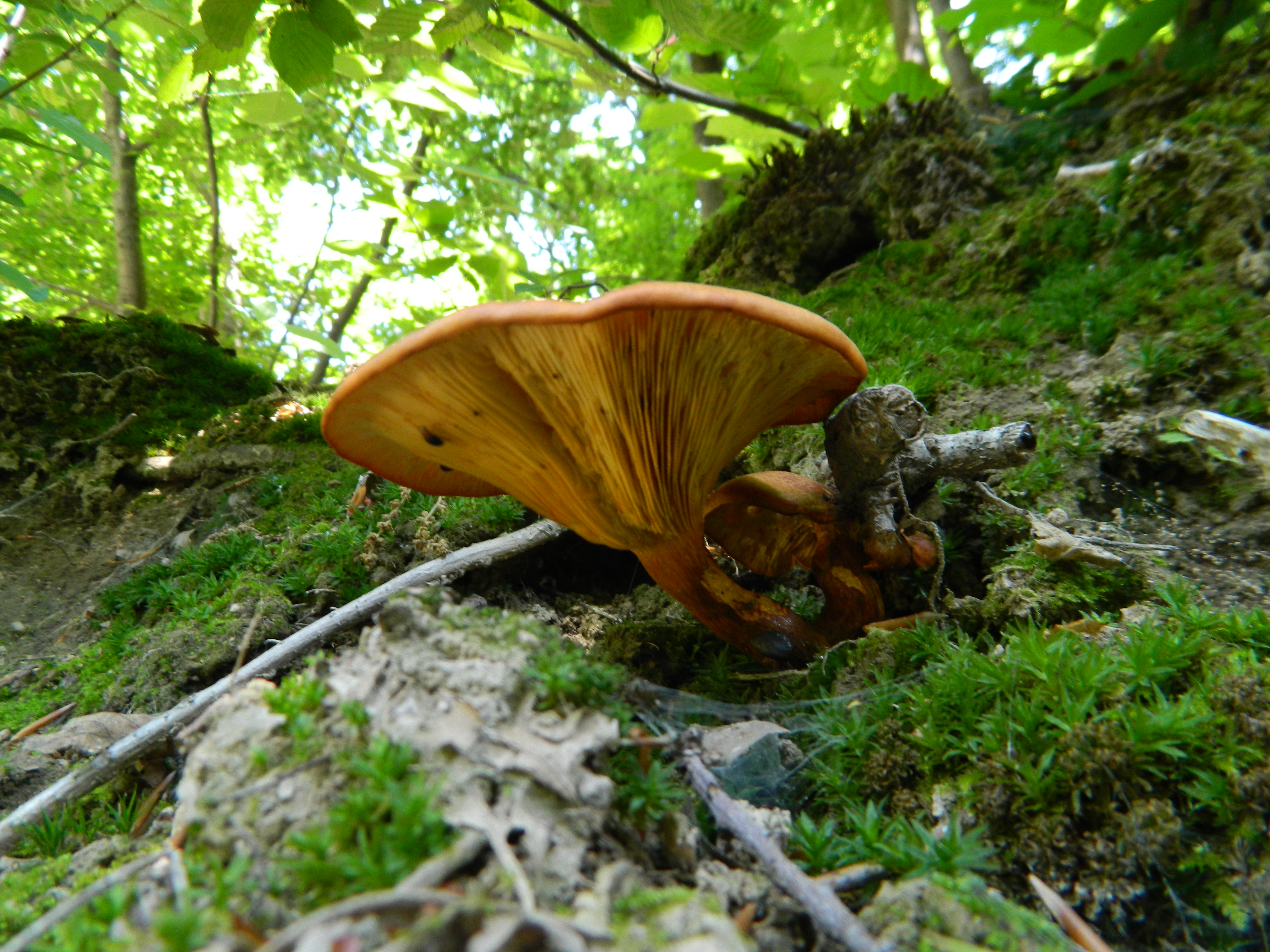
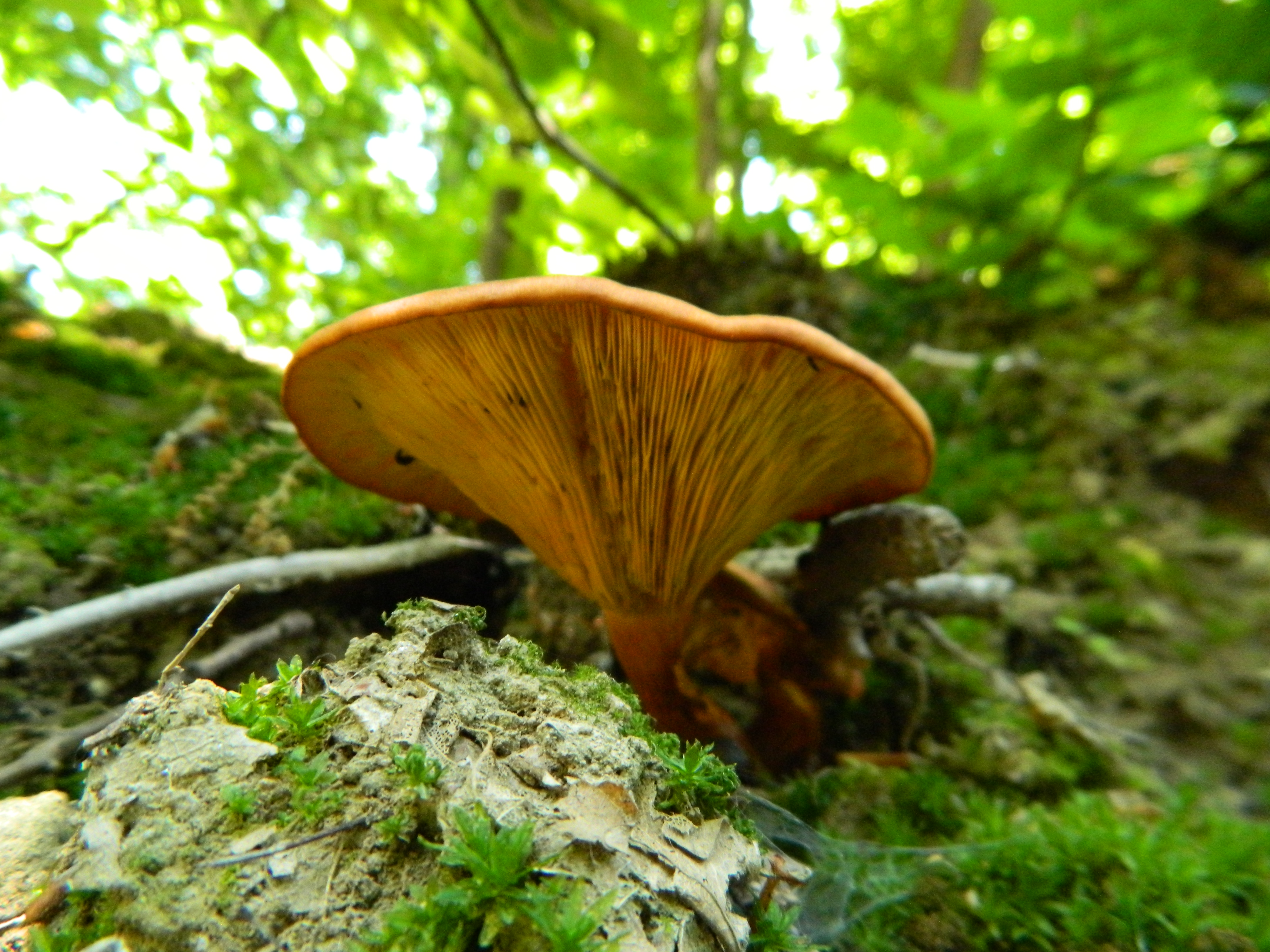
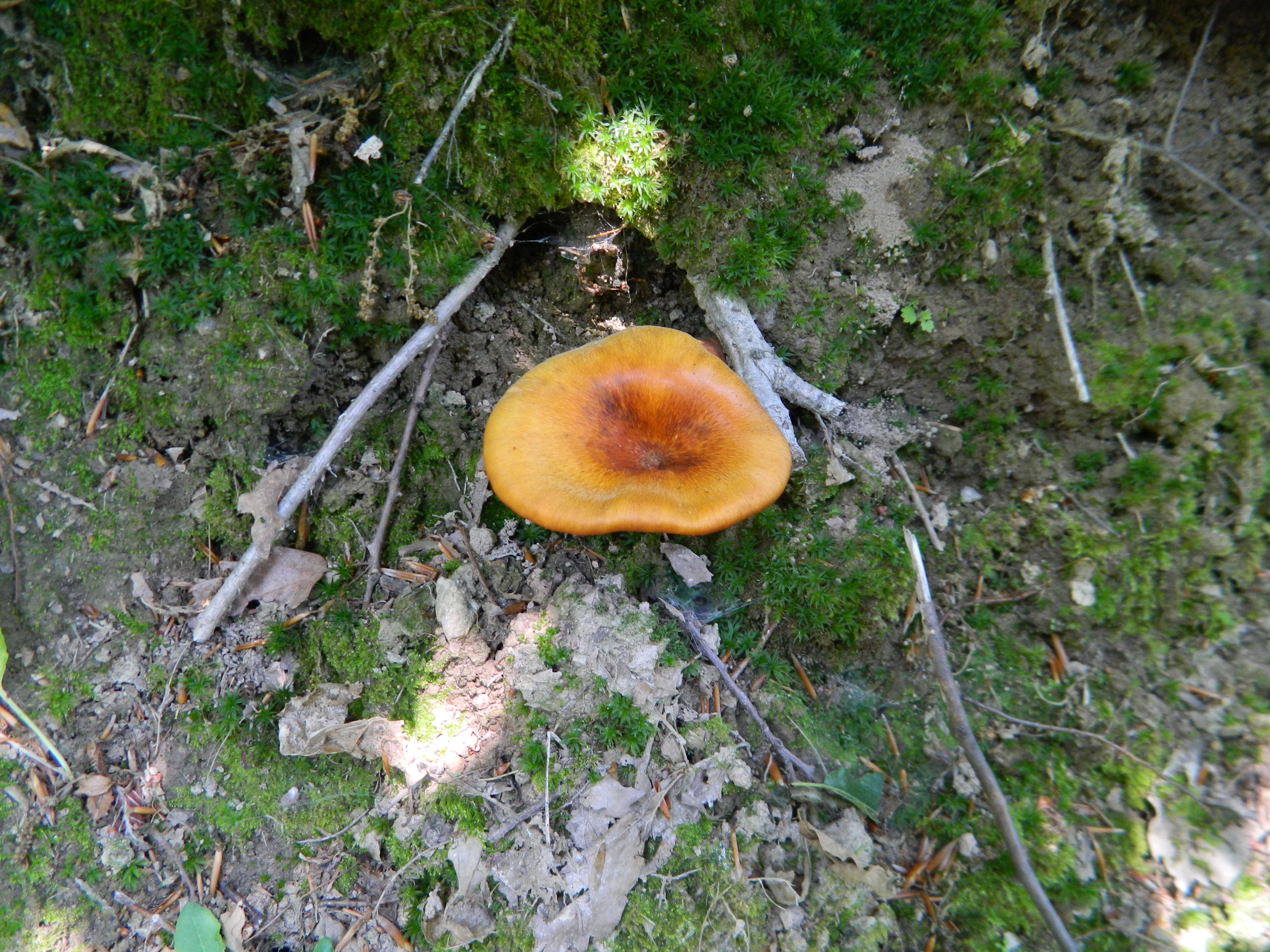
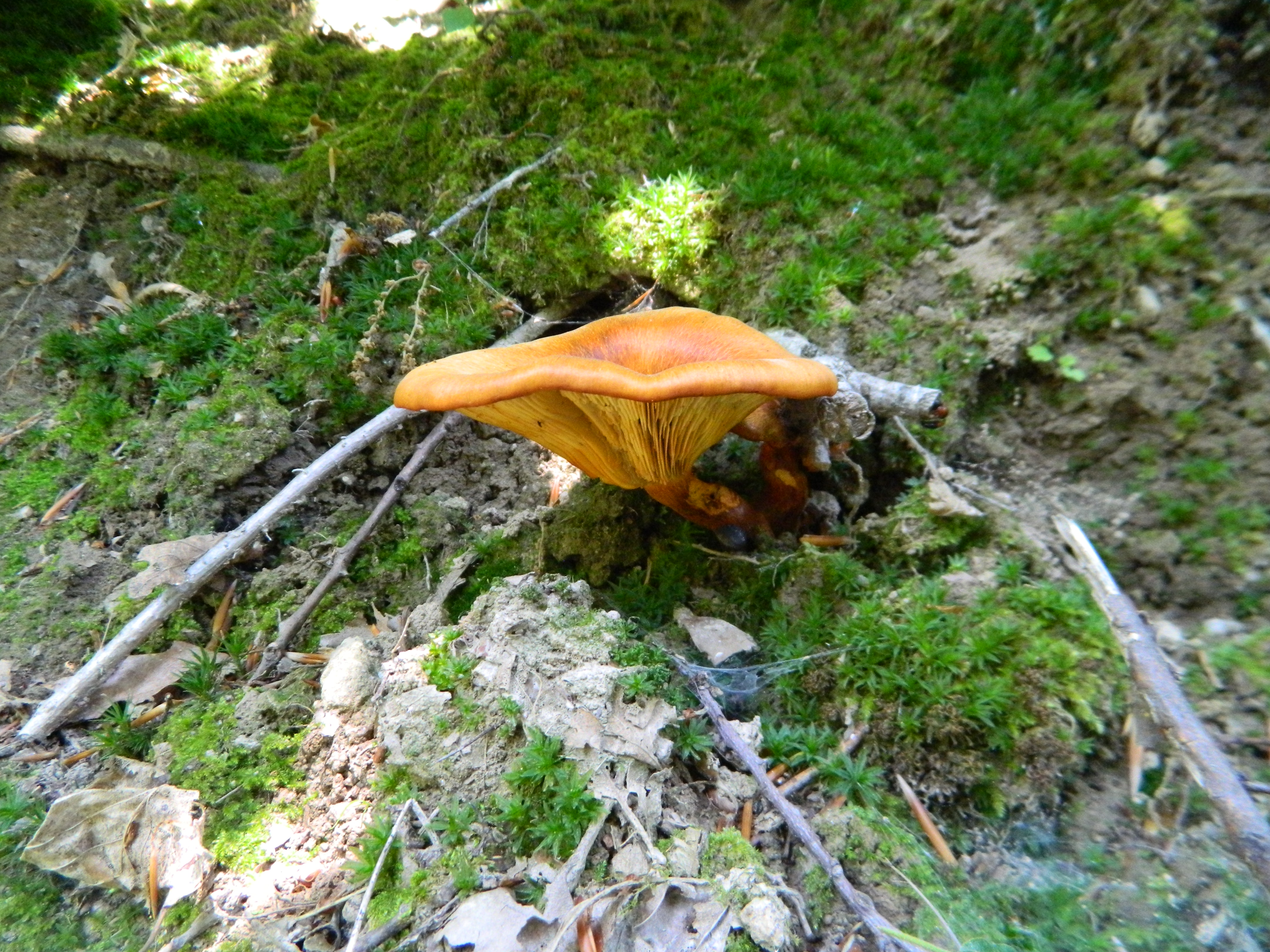
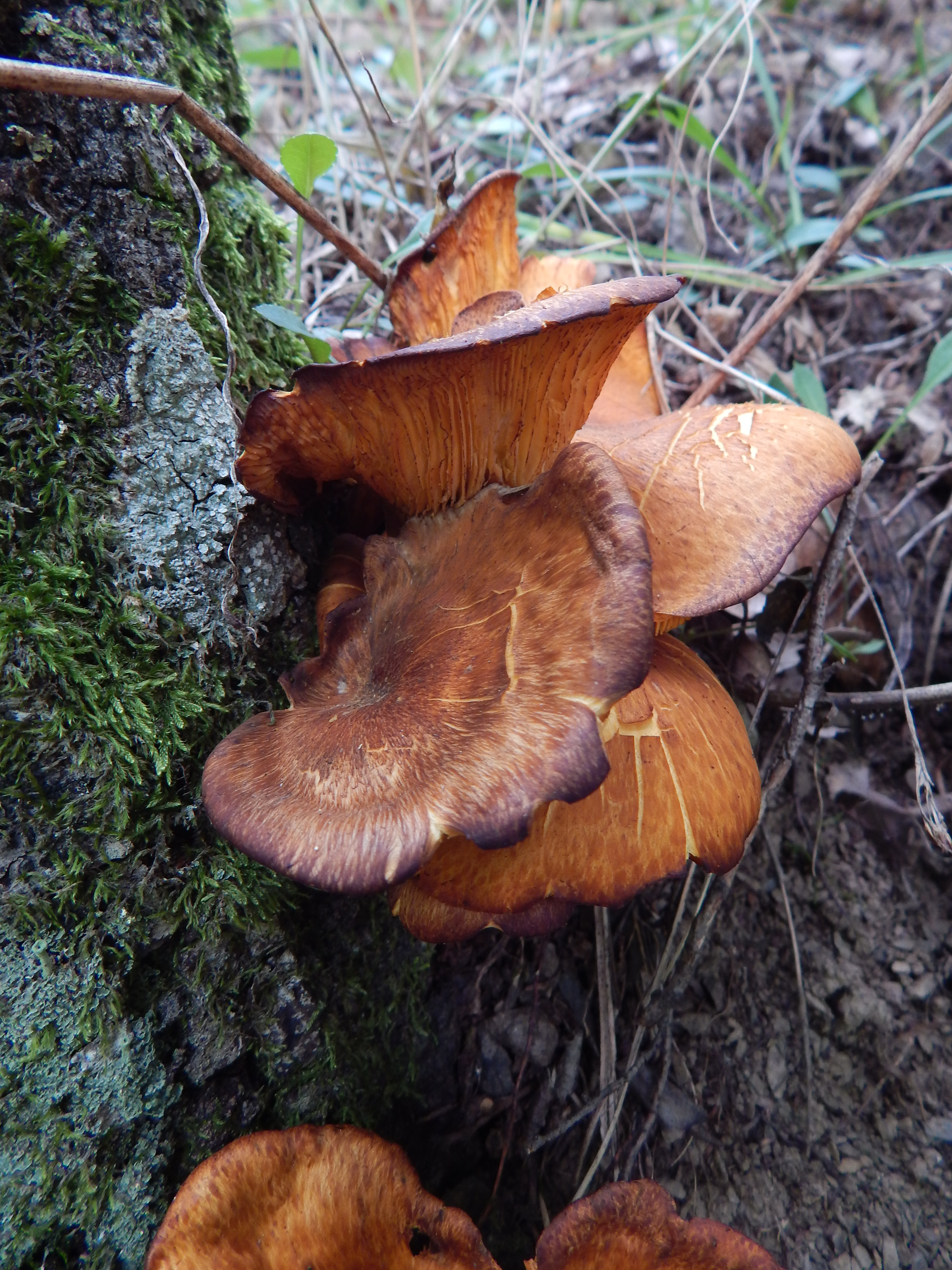